# イスラム革命防衛隊海軍
イスラム革命防衛隊海軍（イスラムかくめいぼうえいたいかいぐん、ペルシア語: نیروی دریایی سپاه پاسداران انقلاب اسلامی、ローマ字:  niru-ye daryâyi-e sepâh-e pâsdârân-e enghelâb-e eslâmi、略称NEDSA (ペルシア語: ندسا )、またセパ海軍（セパかいぐん、Sepah Navy）、英：The Islamic Revolutionary Guard Corps Navy、英語の頭字語をとってIRGCN としても知られている）は、イスラム革命防衛隊の海軍であり、 従来のイラン・イスラム共和国海軍と並行するイランの2つの海上部隊の1つ。
イスラム革命防衛隊海軍は非通常戦を支援し、イランの沖合施設、海岸線、ペルシャ湾の島々を防衛する 能力を着実に向上させている。